# Boris Jefimov
Boris Jefimovitj Jefimov (ryska: Борис Ефимович Ефимов), född 28 september gs (11 oktober), 1900, död  1 oktober 2008, var en sovjetisk och rysk politisk skämttecknare och propagandaartist. Han är mest känd för sin politiska karikatyrer av Adolf Hitler och andra nazister före och under andra världskriget. Han var även chefstecknare på tidningen Izvestija. Under sin 70-åriga karriär producerade han över 70 000 teckningar.

## Tidigt liv
Boris Jefimov föddes i Kiev som Boris Haimovitj Fridljand (Friedland), som den andra sonen till en judisk skomakare Kort efter hans födsel flyttade familjen till Białystok där han växte upp tillsammans med sin äldre bror Mikhail (som blev en känd journalist, Michail Koltsov, avrättad 1940). Under första världskriget flydde familjen från de framryckande tyska arméerna och återvände till Kiev där han började studera juridik. Han visade sina känslor genom att rita karikatyrer av politiker, varav den första publicerades 1919 och cirkulerades i den Röda armén i Kiev.

## Karriär
Från 1920 till 1921 designade Jefimov affischer och broschyrer för den kommunistiska organisationen Agitprop. Han flyttade till Moskva efter sin bror, som jobbade på Pravda, och gav honom som jobb att rita politiska skämtteckningar. Hans artistiska talang, mest riktad mot "det kapitalistiska väst", gjorde honom känd och hans verk dök upp i Izvestija, Krokodil och Ogonjok (en tidning grundad av hans bror Mikhail Koltsov). År 1924 publicerades hans första bok Политические карикатуры, (Politicheskiye Karikatury, Politiska karikatyrer) som hade ett förord av Leon Trotskij, ett riskfyllt drag med tanke på Stalins antipati. Den möttes därför med ogillande av bokförläggaren Jurij Steklov, som senare fick betala med sitt liv för att inte ha tagit bort Trotskijs förord. Mot 1920-talets slut lyckades Jefimov komma undan Stalins vrede genom att porträttera Trotskij som en förrädare och fascist, trots deras vänskap.
Efter kriget reste han till Nürnbergprocessen med uppgiften att rita karikatyrer av nazisterna. Han ritade sedan skämtteckningar av västmakterna och deras ledare under tiden som ledde till Kalla kriget. Han blev chefredaktör på tidningen Agitprop och samarbetade med Pravda till 1980-talet. Han publicerade sin självbiografi, Moi Vek, på sin hundraårsdag och stannade i Moskva.
Han tilldelades Sovjetunionens statliga pris 1950 och 1951 och blev utnämnd till Folkets artist i Sovjetunionen år 1967.
År 2005 i en intervju med rysk TV, mindes Jefimov sina erfarenheter från Petrograd under den ryska revolutionen och erkände att han ändrade sitt namn för dölja sitt judiska ursprung.
28 september 2007, samma dag som han fyllde 107 år, blev han utnämnd till chefstecknare på tidningen Izvestija. År 2008 arbetade Jefimov fortfarande, skrev mest på sina memoarer och ritade vänliga teckningar. Han var aktiv hela sitt liv: gick på minnesstunder och årsmöten, soaréer och andra tillställningar ända till sin död i Moskva 1 oktober 2008, tre dygn efter att han fyllt 108.